# Ghislain Lemaire
Ghislain Lemaire (* 7. August 1972 in Lure) ist ein ehemaliger französischer Judoka. Er war 2003 Weltmeisterschaftszweiter und 1997 Weltmeisterschaftsdritter. Bei Europameisterschaften gewann er zwei Silber- und zwei Bronzemedaillen.

## Sportliche Karriere
Der 1,90 m große Ghislain Lemaire kämpfte bis 1995 im Mittelgewicht, der Gewichtsklasse bis 86 Kilogramm. 1992 war er Dritter der Junioren-Weltmeisterschaften und Zweiter der Junioren-Europameisterschaften.
1996 wechselte Lemaire ins Halbschwergewicht, die Gewichtsklasse, deren Obergrenze 1996 und 1997 bei 95 Kilogramm und ab 1998 bei 100 Kilogramm lag. Bei den Europameisterschaften 1996 in Den Haag unterlag er im Halbfinale dem Polen Paweł Nastula, mit einem Sieg über den Niederländer Ben Sonnemans erkämpfte er eine Bronzemedaille. Ende 1996 gewann Lemaire seinen ersten französischen Meistertitel und belegte den dritten Platz beim Jigoro Kano Cup. 1997 gewann er das Weltcupturnier in Rom. Bei den Europameisterschaften in Ostende bezwang er im Halbfinale den Georgier Iveri Jikurauli, im Finale unterlag er Ben Sonnemans. Fünf Monate später fanden in Paris die Weltmeisterschaften 1997 statt. Lemaire unterlag im Viertelfinale dem Brasilianer Aurélio Miguel. Mit zwei Siegen in der Hoffnungsrunde erreichte Lemaire den Kampf um Bronze, den er gegen den Deutschen Daniel Gürschner  gewann. 1998 erreichte Lemaire das Finale beim Tournoi de Paris und belegte den zweiten Platz hinter dem Portugiesen Pedro Soares. Bei den Europameisterschaften in Oviedo unterlag er Daniel Gürschner im Achtelfinale. Über die Hoffnungsrunde erreichte er den Kampf um Bronze, den er gegen Ben Sonnemans verlor.
Anfang 1999 belegte Lemaire den fünften Platz beim Jigoro Kano Cup und den dritten Platz beim Tournoi de Paris. Ende 1999 gewann er seinen zweiten französischen Meistertitel. 2000 belegte er den siebten Platz bei den Europameisterschaften in Breslau. Bei den Olympischen Spielen 2000 in Sydney trat Stéphane Traineau für Frankreich im Halbschwergewicht an. Anfang 2001 gewann Lemaire seinen dritten französischen Meistertitel. Beim Tournoi de Paris erreichte er den fünften Platz. Im Mai 2001 fanden die Europameisterschaften in Paris statt. Lemaire bezwang im Viertelfinale Daniel Gürschner und im Halbfinale den Finnen Timo Peltola, im Finale unterlag er dem Israeli Ariel Zeevi. Bei den Weltmeisterschaften in München bezwang er im Viertelfinale den Isländer Vernharð Þorleifsson. Im Halbfinale unterlag er dem Japaner Kōsei Inoue und im Kampf um Bronze verlor er gegen den Südkoreaner Jang Sung-ho. 2002 schied Lemaire bei den Europameisterschaften in Maribor in seinem Auftaktkampf gegen den Slowaken Zoltán Pálkovács aus. Ende 2002 gewann Lemaire seinen vierten französischen Meistertitel.
Anfang 2003 erreichte Lemaire das Finale beim Tournoi de Paris und unterlag dem Japaner Keiji Suzuki. Bei den Europameisterschaften in Düsseldorf unterlag er im Achtelfinale Iveri Jikurauli. Vier Monate später bei den Weltmeisterschaften in Osaka bezwang er im Viertelfinale den Kasachen Asqat Schitkejew und im Halbfinale den Italiener Michele Monti. Im Finale verlor er gegen Kōsei Inoue. Anfang 2004 belegte er den dritten Platz beim Tournoi de Paris. Bei den Europameisterschaften in Bukarest unterlag er im Halbfinale Ariel Zeevi. Mit einem Sieg über Zoltán Pálkovács sicherte sich Lemaire eine Bronzemedaille. Auf Pálkovács traf Lemeire auch in seinem Auftaktkampf bei den olympischen Spielen in Athen. Danach besiegte er den Russen Dmitri Maximow. Im Viertelfinale unterlag Lemaire dem Deutschen Michael Jurack. Nach einem Sieg in der Hoffnungsrunde gegen den Kubaner Oreydis Despaigne verlor er gegen Ariel Zeevi und belegte den siebten Platz. 2005 gewann Ghislain Lemaire seinen fünften französischen Meistertitel. Bei den Mittelmeerspielen in Almeria bezwang er im Finale den Ägypter Bassel El-Gharbawy. 2006 schied Lemaire im Achtelfinale der Europameisterschaften in Tampere gegen den Deutschen Dimitri Peters aus.